# 私營骨灰安置所上訴委員會
私營骨灰安置所上訴委員會（英語：Private Columbaria Appeal Board）是根據香港法例第630章《私營骨灰安置所條例》第83條成立。該條例透過發牌制度規管私營骨灰安置所的營運。如有申請人就私營骨灰安置所發牌委員會或食物環境衞生署署長作出該條例第84（1）條所述的任何決定感到受屈，可向此上訴委員會提交上訴通知書。上訴委員會現任主席是何沛謙先生。 

## 歷任主席
- 何沛謙先生，SBS，SC，JP（2017年9月29日-2023年9月28日）[1]